# Elektronika
Elektronika (russe : Электроника) ou Electronica est une marque soviétique de microélectronique.
Elle a notamment fait une série 1801 de microprocesseurs, des ordinateurs personnels compatibles avec les DEC PDP-11 et différentes calculatrices électroniques.
Le modèle NTS-80-20/3 a obtenu une médaille d'or à la foire de Leipzig en 1985.

## Micro-ordinateurs
- Elektronika 60 (russe : Электроника 60) ;
- Elektronika 85 (ru) (Электроника 85) ;
- Elektronika MS 0511 (Электроника МС 0511) ou UK-NC (УК-НЦ), micro-ordinateur personnel ;
- Electronika BK (en) (БК), série de micro-ordinateur compatible PDP-11 sortis à partir de 1983 ;
- DVK (ДВК), ordinateur personnel, clone du SM EVM, réduit pour la production de masse afin de satisfaire au les besoins scientifiques en général et de recherche et développement.
- Elektronika MS 1504 (Электроника МС 1504), ordinateur portable personnel